# Свибник
Свибник (словен. Svibnik) — поселення в общині Чрномель, Південно-Східна Словенія, Словенія. Висота над рівнем моря: 212,6 м.